# Cymbiinae
Cymbiinae zijn een onderfamilie van weekdieren uit de klasse van de Gastropoda (slakken).

## Taxonomie
De volgende taxa zijn bij de onderfamilie ingedeeld:
- Tribus Adelomelonini Pilsbry & Olsson, 1954
  - Geslacht Adelomelon Dall, 1906
  - Geslacht Arctomelon Dall, 1915
  - Geslacht Nanomelon Leal & Bouchet, 1989
  - Geslacht Pachycymbiola Ihering, 1907
- Tribus Alcithoini Pilsbry & Olsson, 1954
  - Geslacht Alcithoe H. Adams & A. Adams, 1853
- Tribus Cymbiini H. Adams & A. Adams, 1853 (1847)
  - Geslacht Cymbium Röding, 1798
- Tribus Livoniini Bail & Poppe, 2001
  - Geslacht Ericusa H. Adams & A. Adams, 1858
  - Geslacht Livonia Gray, 1855
  - Geslacht Notopeplum Finlay, 1927
- Tribus Odontocymbiolini Clench & R. D. Turner, 1964
  - Geslacht Argentovoluta Vazquez & Caldini, 1989
  - Geslacht Minicymbiola Klappenbach, 1979
  - Geslacht Miomelon Dall, 1907
  - Geslacht Odontocymbiola Clench & R. D. Turner, 1964
  - Geslacht Tractolira Dall, 1896
- Tribus Zidonini H. Adams & A. Adams, 1853
  - Geslacht Harpovoluta Thiele, 1912
  - Geslacht Mauira Marwick, 1943 †
  - Geslacht Mauithoe Finlay, 1930 †
  - Geslacht Metamelon Marwick, 1926 †
  - Geslacht Pachymelon Marwick, 1926 †
  - Geslacht Provocator R. B. Watson, 1882
  - Geslacht Spinomelon Marwick, 1926
  - Geslacht Teremelon Marwick, 1926 †
  - Geslacht Zidona H. Adams & A. Adams, 1853
  - Geslacht Zygomelon Harasewych & B. A. Marshall, 1995

### Synoniemen
- Boreomelon Dall, 1918 => Arctomelon Dall, 1915
- Janeithoe Pilsbry & Olsson, 1954 => Adelomelon Dall, 1906
- Weaveria Clench & R. D. Turner, 1964 => Adelomelon Dall, 1906
- Gilvostia Iredale, 1937 => Alcithoe H. Adams & A. Adams, 1853
- Leporemax Weaver & Dupont, 1970 => Alcithoe H. Adams & A. Adams, 1853
- Palomelon Finlay, 1926 => Alcithoe H. Adams & A. Adams, 1853
- Cymba Broderip, 1826 => Cymbium Röding, 1798
- Yetus Bowdich, 1822 => Cymbium Röding, 1798
- Cottonia Iredale, 1934 => Livonia Gray, 1855
- Mamillana Crosse, 1871 => Livonia Gray, 1855
- Mesericusa Iredale, 1929 => Ericusa H. Adams & A. Adams, 1858
- Proscaphella Ihering, 1907 => Miomelon Dall, 1907
- Guivillea R. B. Watson, 1886 => Provocator R. B. Watson, 1882
- Iredalina Finlay, 1926 => Provocator (Iredalina) Finlay, 1926 => Provocator R. B. Watson, 1882
- Pseudocymbium Cossmann, 1899 => Provocator R. B. Watson, 1882
- Wyvillea R. B. Watson, 1882 => Provocator R. B. Watson, 1882